# العیزریه
العیزریة (به عربی: العیزریة) یک منطقهٔ مسکونی در کرانهٔ غربی رود اردن است که در استان قدس واقع شده‌است.

## خصوصیات
العیزریة ۱۷٬۶۰۶ نفر جمعیت دارد.